# Menceyato de Anaga
El menceyato de Anaga era una de las nueve demarcaciones territoriales en que los guanches tenían 
dividida la isla de Tenerife, Canarias, en la época de la conquista por parte de la Corona de Castilla, en el siglo xv.

## Toponimia
El término Anaga, de procedencia guanche, ha sido traducido por algunos investigadores como 'arriba, encima', 'lo alto', por extensión 'el Oriente'. También hay quien deriva el término de la lengua vasca, significando según esta hipótesis 'lugar de la cima o cresta', mientras que otros proponen como significados de Anaga 'roques' o 'encima de, por arriba de, dominar'.
También aparece escrito con la variante Naga en la documentación.

## Características
Localizado en el extremo nordeste de Tenerife, ocupaba prácticamente todo el macizo de Anaga, a excepción de su extremo noroccidental. El menceyato, con una superficie de 125 km², abarcaba la casi totalidad del moderno municipio de Santa Cruz de Tenerife y parte del de San Cristóbal de La Laguna.
Este menceyato limitaba con Tegueste y con el «señorío» (también llamado achimenceyato) de Punta del Hidalgo al oeste, y con Güímar al suroeste. Sus límites aproximados los establecía la divisoria de aguas entre los valles de Taborno y del Río hasta la montaña Cruz de Taborno, siguiendo por el monte de Las Mercedes y las elevaciones que cierran la vega de La Laguna por el este hasta San Roque. Desde aquí por el barranco de la Carnicería hasta enlazar con el barranco del Hierro, y de aquí al mar.
Se ha calculado en 1800 el número aproximado de habitantes para el menceyato en tiempos de la conquista, con una esperanza de vida al nacimiento de entre 20 a 33 años.
Las zonas más pobladas eran los valles de San Andrés, Igueste de San Andrés, las cercanías de Taganana y el barranco de Santos.
La existencia de un tagoror en Taganana indica que esta era la «capital» del menceyato. Por otra parte, la documentación del siglo xv aporta también referencias a las moradas del mencey de este bando, que estarían en el valle de San Andrés y en la zona de Los Campitos.

## Menceyes
Los reyes o menceyes conocidos fueron Serdeto, primer mencey de Anaga, y Beneharo, que regía durante la conquista de la isla.

## Historia

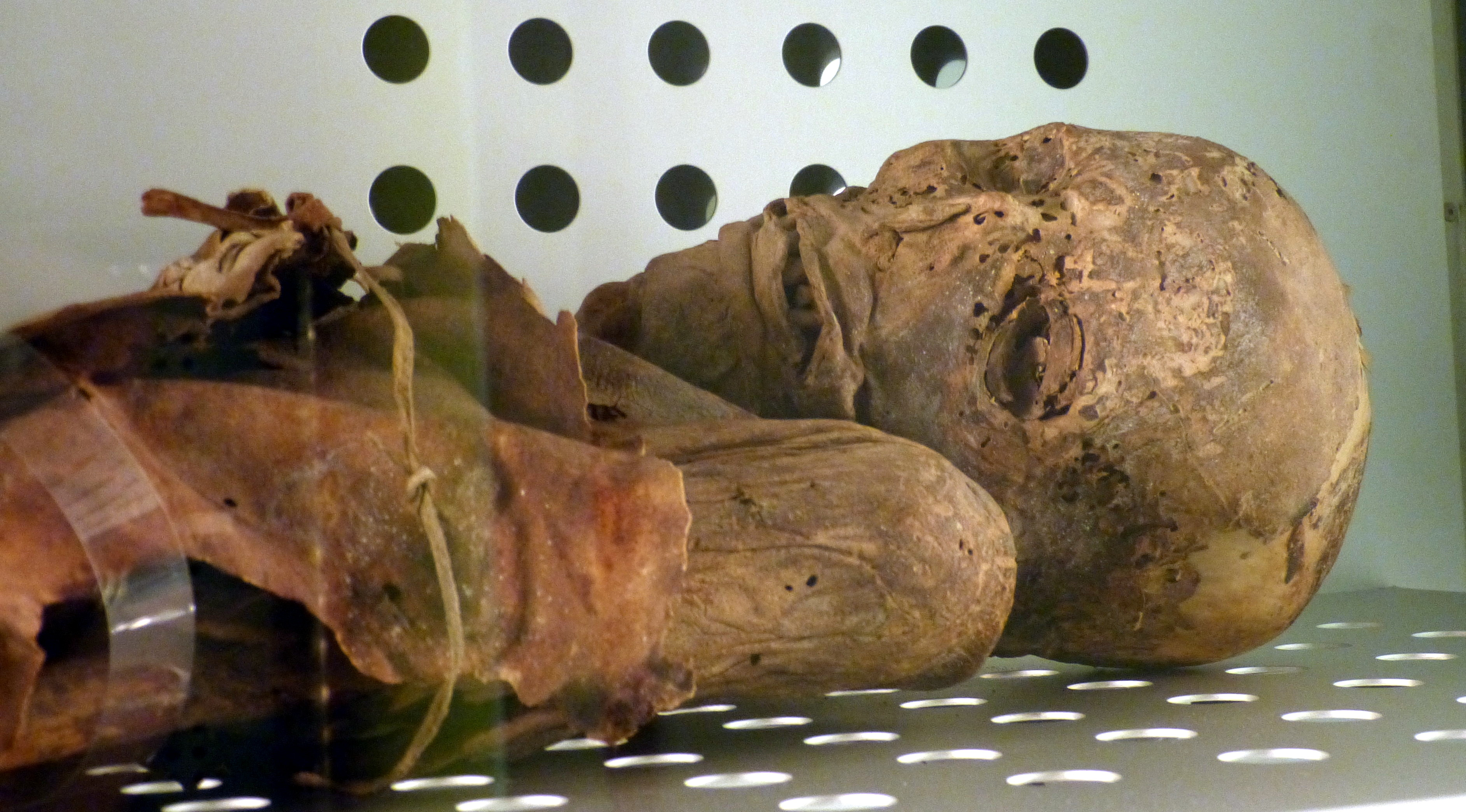
La llamada "Momia de San Andrés" es una momia guanche encontrada en una cueva a las afueras del pueblo de San Andrés, de ahí su nombre. Es el principal vestigio de la historia aborigen de la región y en la actualidad se conserva en el Museo de la Naturaleza y el Hombre de Santa Cruz de Tenerife.

El menceyato surge como tal a finales del siglo xiv tras la división de la isla en nueve bandos a la muerte o vejez del último mencey único de Tenerife.
A lo largo del siglo xv el menceyato fue escenario de numerosas razias debido a su cercanía a la isla de Gran Canaria y a sus puertos naturales.
En 1464 tiene lugar en el barranco del Bufadero la toma de posesión simbólica de la isla por el Señor de las Canarias Diego García de Herrera. Este firma un tratado de paz con los menceyes, permitiéndole poco después el mencey de Anaga construir una torre en sus tierras, donde guanches y europeos tienen tratos hasta que es demolida hacia 1472 por los mismos anagueses.
En 1492 el gobernador de Gran Canaria Francisco Maldonado organiza una razia que termina en desastre para los europeos, pues son derrotados por los guanches de Anaga. Poco después de esta incursión, Maldonado envía a negociar paces con el menceyato a Lope de Salazar, quien lo consigue en poco tiempo. Anaga queda así incluida en los denominados bando de paces, asegurándose la libertad de los asaltos esclavistas, cosa que al final no fue así.
Para el poeta-historiador Antonio de Viana, Anaga y Tacoronte se encontraban en guerra con el bando de Taoro, haciendo las paces justo antes de la llegada de los conquistadores.
En el mes de mayo de 1494 desembarcan en Añazo Alonso Fernández de Lugo y las tropas conquistadoras, teniendo Lugo que reafirmar las paces con Anaga pues en el verano precedente unos esclavistas del Puerto de Santa María habían llevado a cabo una razia en el menceyato, incumpliendo el acuerdo establecido entre Salazar y los guanches. Lugo envió como negociador a Tenesor Semidán y, dado que había traído consigo a los guanches que habían sido capturados, el mencey aceptó las paces nuevamente.
Para el historiador Juan Núñez de la Peña, en 1495 tuvo lugar una incursión de doce soldados castellanos por Anaga, resultando un enfrentamiento con los guanches al mando del mencey, siendo derrotados estos. Por su parte, el investigador Juan Álvarez Delgado propone la hipótesis de que, aunque Anaga había accedido a las paces, las razias llevadas a cabo en tierras del menceyato en los días posteriores a la matanza de Acentejo llevaron a los anagueses a atacar el campamento de Añazo.
Terminada la conquista en 1496, Anaga se convirtió en refugio de Guanches Alzados o rebeldes de los bandos de guerra sometidos.
Como bando de paz, los guanches de este menceyato no podían ser tomados como esclavos. Sin embargo, en 1497 Lugo tomó a doscientos anagueses, que fueron embarcados y vendidos. Ante las quejas en la corte por estos hechos, los Reyes Católicos ordenaron la liberación de los guanches de las paces, encomendando el cumplimiento de esta orden al gobernador de Gran Canaria Lope Sánchez de Valenzuela, quien la llevaría a cabo en julio de 1498.